# Cẩm Dương
Cẩm Dương là một xã thuộc huyện Cẩm Xuyên, tỉnh Hà Tĩnh, Việt Nam.

## Địa lý
Xã Cẩm Dương thuộc vùng biển ngang nơi đầu sóng ngọn gió, nằm về phía Đông của huyện Cẩm Xuyên.
Xã Cẩm Dương có diện tích 14,38 km², dân số là 5.842 người, mật độ đạt 406 người/km².

## Hành chính
Xã Cẩm Dương được chia thành 9 thôn: Bắc Thành, Hoàng Vân, Liên Hương, Nam Thành, Rạng Đông, Trung Dương, Trung Đoài, Trung Đông, Trung Tiến.

## Lịch sử
Ngày 15 tháng 7 năm 2017, HĐND tỉnh Hà Tĩnh ban hành Nghị quyết số 60/NQ-HĐND về việc thôn Trung Đoài trên cơ thôn Cẩm Đoài và thôn Đông Đoài.

## Văn hóa
- Núi Trộn.
- Di tích văn hoá cấp tỉnh: Đền Bà Chúa.
- Đền Làng Đoài Hạ.
- Trường THPT Nguyễn Đình Liễn.

Làng nghề truyền thống: Nghề chế biến nước mắm của cư dân 2 thôn Rạng Đông và Liên Hương, nghề nung vôi, nghề đan lát đã có từ bao đời nay.